# Lauréane Biville
Pas d'image ? Cliquez ici

a Compétitions nationales et continentales officielles uniquement.

b Matchs officiels uniquement.
Lauréane Biville, née le 21 mai 1999, est une joueuse de rugby à XIII et de rugby à XV française qui débute au poste de pilier à Limoux, mais qui ensuite évolue au poste de centre ou d'ailier.
Originaire de l'Ariège, elle joue au rugby à XIII depuis l'âge de douze ans.
Elle est également internationale depuis l'âge de dix sept ans, avec une première sélection contre l'Angleterre. Et récompensée en tant que meilleure joueuse du match.
Elle est la première française à tenter sa chance dans le championnat de rugby à XIII australien : elle rejoint ainsi en 2019 l'équipe des Easts Tigers dans le Queensland. Signant son premier contrat, et le tout premier contrat du rugby à XIII féminin français à tout juste 19 ans. Elle remporte son premier match avec son équipe et marque un essai.
Au mois d'avril 2019, elle rencontre sa compatriote Cristina Song-Puche pour la première confrontation de l'histoire du rugby à XIII entre deux joueuses françaises dans le championnat australien.
Elle « passe à XV  »  en 2022.

## Biographie
Lauréane Biville est étudiante en STAPS à Toulouse et commence le rugby en 2012. Elle suit le cursus du pôle espoir de Carcassonne pendant 3 ans et obtient sa première sélection en équipe de France.
Fin octobre 2018, elle officialise son départ pour l'Australie, et plus précisément pour le Women's National Rugby League, championnat féminin de rugby à XIII australien.
En 2019, on la considère comme une véritable « révélation » aux antipodes depuis son arrivée au club de Brisbane, celui des East Tigers. Et cela malgré une blessure aux ligaments de la cheville.
En 2021, elle espère mettre son expérience au profit de l'équipe de France qui dispute la Coupe du monde la même année. Elle est d'ailleurs convoquée en stage de préparation.

## Palmarès
- Collectif :championne de France division nationale avec l'ASC XIII, championne de France élite 1 avec Toulouse Ovalie.
- Individuel :

## Détails

### En sélection
- Sélections Midi Pyrénées mixte Benjamins
- Sélections de l'Aude mixte minimes
- Sélection équipe de France 2016-2019
- Selections Gold Coast Titans 2019
- Sélection pour le South East Queensland (sélection du sud-est du Queensland)[7].